# Nästsjön (Kyrkås socken, Jämtland)
Nästsjön är en sjö i Östersunds kommun i Jämtland och ingår i Indalsälvens huvudavrinningsområde. Sjön har en area på 0,498 kvadratkilometer och ligger 299 meter över havet. Sjön avvattnas av vattendraget Fettjeån.

## Delavrinningsområde
Nästsjön ingår i det delavrinningsområde (700931-146156) som SMHI kallar för Utloppet av Nästsjön. Medelhöjden är 317 meter över havet och ytan är 4,95 kvadratkilometer. Räknas de 2 avrinningsområdena uppströms in blir den ackumulerade arean 43 kvadratkilometer. Fettjeån som avvattnar avrinningsområdet har biflödesordning 3, vilket innebär att vattnet flödar genom totalt 3 vattendrag innan det når havet efter 204 kilometer. Avrinningsområdet består mestadels av skog (70 procent) och sankmarker (13 procent). Avrinningsområdet har 0,49 kvadratkilometer vattenytor vilket ger det en sjöprocent på 9,9 procent.